# Pardies
Pardies ist eine französische Gemeinde mit 920 Einwohnern (Stand 1. Januar 2022) im Département Pyrénées-Atlantiques in der Region Nouvelle-Aquitaine (vor 2016: Aquitanien). Die Gemeinde gehört zum Arrondissement Pau (bis 2016: Arrondissement Oloron-Sainte-Marie) und zum Kanton Le Cœur de Béarn (bis 2015: Kanton Monein).
Der Name in der gascognischen Sprache lautet Pardias. Er bedeutet „Weideland mit niedrigen Mauern“. Die Bewohner werden Pardisiens und Pardisiennes genannt.

## Geographie
Pardies liegt ca. 20 km nordwestlich von Pau in der historischen Provinz Béarn. Die Gemeinde gehört zum Industriegebiet von Lacq.
Umgeben wird der Ort von den Nachbargemeinden:
| Os-Marsillon | Artix                                       | Bésingrand |
| Noguères     | Kompassrose, die auf Nachbargemeinden zeigt | Abos       |
| Lahourcade   | Monein                                      | Parbayse   |

Pardies liegt im Einzugsgebiet des Flusses Adour. Der Gave de Pau durchströmt mit seinem Nebenfluss, der Bayse, das Gebiet der Gemeinde ebenso wie die Baysère und die Lèze, Zuflüsse der Bayse.

## Geschichte
Paul Raymond, Archivar und Historiker des 19. Jahrhunderts, notierte, dass Pardies ein ehemaliges Erzpriestertum des Bistums Lescar war. 1343 umfasste die Bailliage von Pardies neben dem Ort auch Saint-Laurent, heute ein Ortsteil von Abos, und das Lehen von Idernes. In der Volkszählung des Béarn im Jahre 1385 wurden 61 Haushalte gezählt. Die Bailliage von Lagor und Pardies umfasste nun Abos, Bésingrand, Mourenx, Noguères, Os-Marsillon, Tarsacq und Vielleségure. Auf dem Gemeindegebiet befand sich ein Laienkloster, Vasall des Vicomtes von Béarn und das persönliche Landgut des Vicomtes. Die Gemeinde Pardies entwickelte sich aus einer kleinen befestigten Bastide mit einem gleichmäßigen Straßenraster, Gräben und Wällen. Im Mittelalter befand sich Pardies am Ausgang der Fähre von Bésingrand und wurde eine der sieben Mautstellen des Béarn. Die Bedeutung der Gemeinde lässt sich daran ablesen, dass sie zu den 24 Dörfern mit Sitzen beim Obersten Gerichtshof gehörte. Außerdem war Pardies Hauptort eines Notariats, dessen Bezirk Abidos, Abos, Bésingrand, Lahourcade, Mourenx, Noguères, Os-Marsillon, Parbayse, Pardies und Tarsacq umfasste. Im 17. Jahrhundert hatte Pardies ein Marktrecht.
Toponyme und Erwähnungen von Pardies waren:
- Pardines und Pardinœ (10. Jahrhundert bzw. 1176, Kopialbuch des Klosters Sauvelade),
- Pardias (1290, Volkszählung des Béarn),
- lo plaa de Pardies (1343, hommages de Béarn, Manuskripte von 1343, Blatt 18),
- Pardies (1750, Karte von Cassini),
- Pardies Pardieres (1793, Notice Communale) und
- Pardies (1801, Bulletin des Lois).[5][6][7]

### Wappen

Wappen von Pardies

Die beiden Kühe im linken oberen Feld entsprechen den Wappentieren des Béarn und erinnern an die traditionellen landwirtschaftlichen Aktivitäten. Das Feld rechts oben zeigt das Kreuz des Trinitarierordens. Die Kette steht für die Gründungsidee des Ordens, den Freikauf und Austausch christlicher Gefangener und Sklaven, die sich in den Händen der Sarazenen befanden. Die Eiche links unten erinnert an die Bedeutung des Waldes als wichtige Ressource in der Vergangenheit. Die Retorte und der Förderturm sind Symbole der Industrialisierung der Gemeinde.

### Einwohnerentwicklung
Ein erster Höchststand der Einwohnerzahl von rund 930 zeigte sich in der ersten Hälfte des 19. Jahrhunderts. Sie reduzierte sich anschließend bis in die 1860er Jahre auf rund 650 Einwohner, um in der Folge in den kommenden Jahren auf 770 anzuwachsen. Anschließend erfuhr die Gemeinde erneut eine Phase der Stagnation der Einwohnerzahlen bis zu den 1940er Jahren auf rund 500. Nachfolgend erfolgte insbesondere in den 1960er Jahren ein kräftiges Wachstum mit einem Maximum von 1060 Einwohnern in den 1970er Jahren. Seitdem ist die Zahl der Einwohner von Pardies wieder rückläufig.
| Jahr      | 1962 | 1968 | 1975 | 1982 | 1990 | 1999 | 2006 | 2009 | 2022 |
| --------- | ---- | ---- | ---- | ---- | ---- | ---- | ---- | ---- | ---- |
| Einwohner | 858  | 945  | 1060 | 1042 | 1029 | 999  | 967  | 917  | 920  |

## Städtepartnerschaften
Pardies unterhält eine Städtepartnerschaft seit 1992 mit:
- Candás in der autonomen Region Asturien im Norden Spaniens.[10]

## Sehenswürdigkeiten

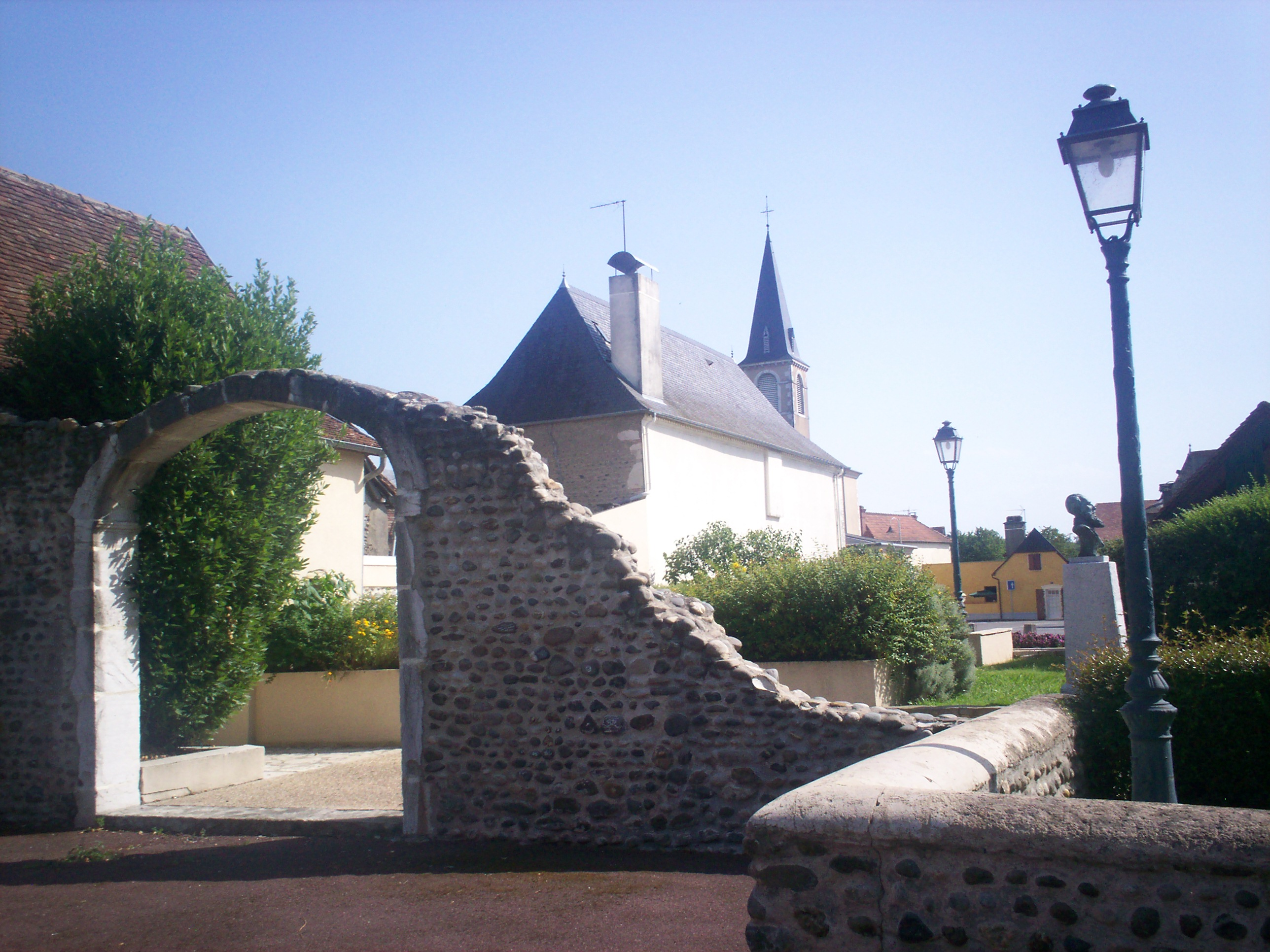
Alter Eingang mit Pfarrkirche Saint-Jean-Baptiste im Hintergrund

- Pfarrkirche, geweiht Johannes dem Täufer. Sie wurde 1831 nach Plänen des Architekten Jean Latapie errichtet. Eine Renovierung des Innenraums erfolgte 1894. Hinter der  klassizistischen Giebelfassade erstreckt sich das Langhaus mit einem falschen Tonnengewölbe, das in ein Haupt- und ein südliches Seitenschiff eingeteilt ist. An der flach abgeschlossenen Apsis schließt sich ein zweistöckiges Gebäude an, in dem die Sakristei und Nebenräume eingerichtet sind. Der viereckige Glockenturm ist über die Apsis gebaut. Er besitzt an allen vier Seiten Schallöffnungen der Glockenstube in Rundbogenform. Sein Helm trägt ein Pyramidendach, das wie sein Hauptdach mit Schiefer gedeckt ist.[11][12][13] Vor der Kirche ist ein Ehrenmal zum Gedenken an die im Ersten Weltkrieg gefallenen Soldaten der Gemeinde aufgestellt. Auf einem unregelmäßig gearbeiteten Sockel steht eine Säule, die oben mit einem mit Blattwerk verzierten Kapitell abgeschlossen ist. Die Inschrift auf der Säule „Den Kindern von Pardies, die 1914–1919 für das Vaterland gestorben sind“ erinnert an die Gefallenen. Auf der Spitze erhebt sich die Büste eines Poilus, der seinen Blick auf den Horizont richtet. Diese Skulptur ist das Werk von Henri Poublan (1871–1931).[14]

- Büste von Charles Lacoste. Der Maler verbrachte seine letzten zwanzig Lebensjahre in Pardies. Der Künstler Nicolas Kennett schuf 1992 eine Büste zu seinem Gedenken, die auf der Place Carreño aufgestellt ist.[15]

## Wirtschaft und Infrastruktur

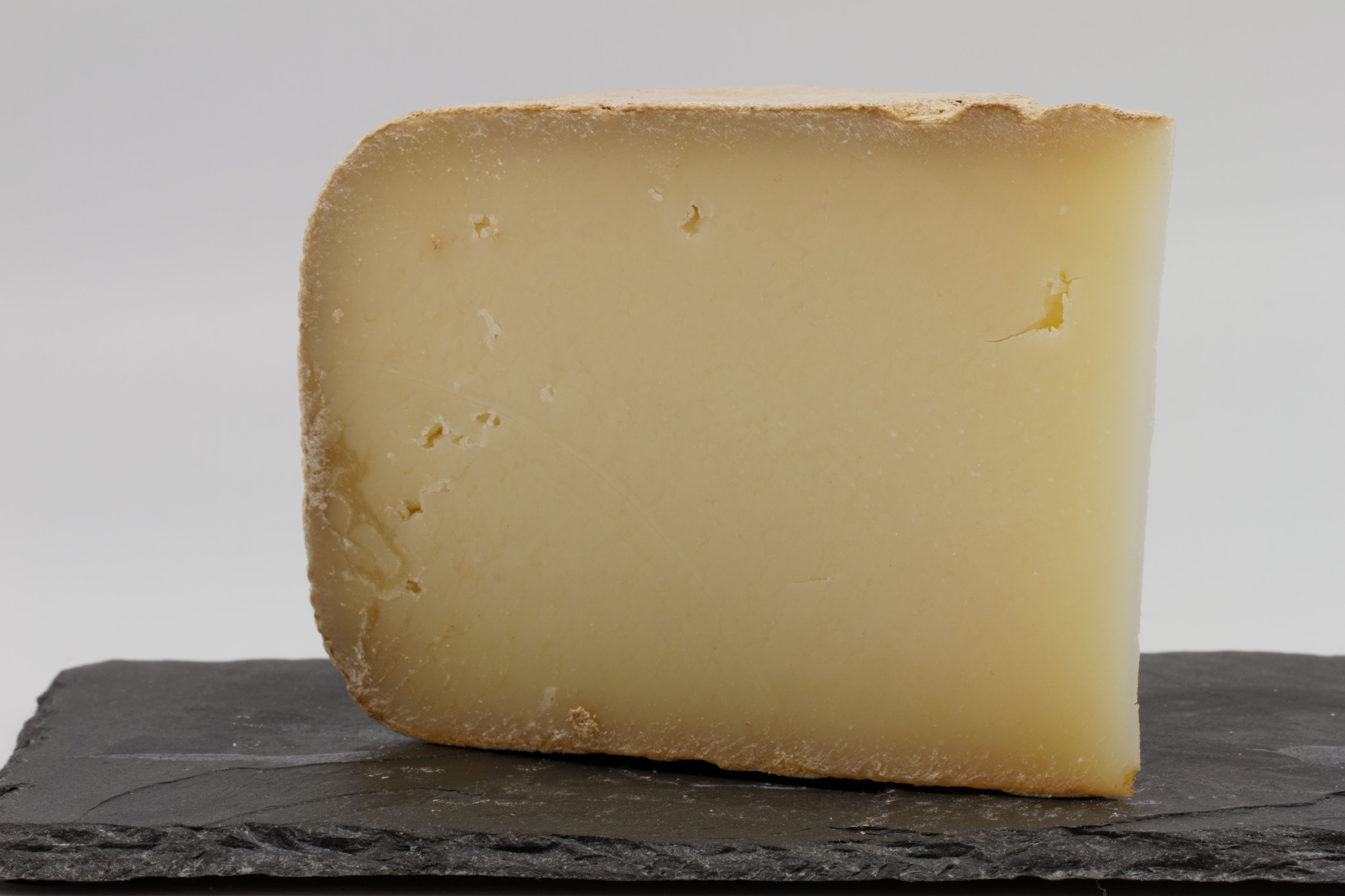
Ossau-Iraty

Größere Arbeitgeber in der Industriezone sind die Firmen Yara International und SOGIF, ein Tochterunternehmen von Air Liquide. Yara produziert in Pardies chemische Produkte mit Stickstoffverbindungen wie Ammoniak, Salpetersäure, Ammoniumnitrat, Distickstofftetroxid oder Calciumnitrat. SOGIF produziert Industriegase wie Flüssigsauerstoff, Ammoniak, flüssiger Stickstoff oder Argon. Beide Betriebe sind Seveso klassifiziert. Betriebe außerhalb der Industriezone haben meist eine Verbindung zur Industrie, wie z. B. ACTEMIUM OPTEOR (industrielle Elektrik), Blanchisserie Alonzi (industrielle Wäscherei), JLB Soudage (Zulieferung von Industriegas), Péruilhé (industrielle Eisenwaren) und Sodexo (Gemeinschaftsverpflegung).
Pardies liegt in der Zone AOC des Ossau-Iraty, eines traditionell hergestellten Schnittkäses aus Schafmilch.

### Bildung
Pardies verfügt über:
- eine öffentliche Vorschule mit 39 Schülerinnen und Schülern im Schuljahr 2017/2018 und
- eine öffentliche Grundschule mit 59 Schülerinnen und Schülern im Schuljahr 2017/2018.[19]

### Verkehr
Pardies ist angeschlossen an die Routes départementales 2, 33, 433 und 2002 und ist über eine Linie des Busnetzes Transports 64 mit anderen Gemeinden des Départements verbunden.

## Persönlichkeiten
- Charles Lacoste, geboren am 3. März 1870 in Floirac im Département Gironde, gestorben am 1. März 1959 in Paris, war ein französischer Maler. Er verbrachte die letzten Lebensjahre in Pardies, wo er mit seiner Frau beigesetzt ist und eine Straße nach ihm benannt wurde.

- Roger Conti, geboren am 8. Februar 1901 in Pardies, gestorben am 14. Juli 1995, war ein professioneller Billardspieler. Gleich zu Beginn seiner Karriere mit 19 Jahren brach er die französischen Rekorde in der Disziplin Cadre 45/2. Nach Erringen der Europameisterschaft in verschiedenen Disziplinen schlug er 1938 auf dem Höhepunkt seiner Profilaufbahn den Amerikaner Welker Cochran in der Dreiband-Disziplin und wurde damit Weltmeister.